# Пасуш-де-Гайолу
Пасуш-де-Гайолу (порт. Paços de Gaiolo)  —  район (фрегезия) в Португалии,  входит в округ Порту. Является составной частью муниципалитета  Марку-де-Канавезеш. По старому административному делению входил в провинцию Дору-Литорал. Входит в экономико-статистический  субрегион Тамега, который входит в Северный регион. Население составляет 1092 человека на 2001 год. Занимает площадь 7,89 км².